# جوناثان مينديز (منافس ألعاب قوى)
جوناثان مينديز (بالبرتغالية: Jonathan Mendes‏) هو منافس ألعاب قوى برازيلي، ولد في 14 أبريل 1990 في ريو دي جانيرو في البرازيل.

## وصلات خارجية
- جوناثان مينديز على موقع الاتحاد الدولي لألعاب القوى (الإنجليزية)